# Robin Pecknold
Robin Pecknold (urodzony 30 marca 1986 w Seattle, w stanie Waszyngton) – amerykański wokalista, gitarzysta rytmiczny i autor tekstów zespołu Fleet Foxes.
Gitary
Robin większość medodii odgrywa na gitarze 6 strunowej Martin D-18. Korzysta również z Martin D12-20 12-strunowa i Gibson J-45 6 String. Obie ostatnie sięgają roku 1970. Wokalista grywał również na nowszych gitarach, m.in. na gitarze elektrycznej Epiphone Casino i akustycznej Oberon Fylde.